# Исаково (Коварзинское сельское поселение)
Исаково — упразднённая деревня в Кирилловском районе Вологодской области.
Входила в состав Коварзинского сельского поселения, с точки зрения административно-территориального деления — в Коварзинский сельсовет.
Расстояние по автодороге до районного центра Кириллова — 40 км, до центра муниципального образования Коварзино — 4 км. Ближайшие населённые пункты — Коварзино, Артемово, Андреевская.
По данным переписи в 2002 году постоянного населения не было.
27 февраля 2021 года упразднена.